# شولبوژ-کوزه
شولبوژ-کوزه (به لهستانی:  Szulborze-Kozy) یک روستا در لهستان است که در گمینا چژو واقع شده‌است.